# Västra Sallerups socken
Västra Sallerups socken i Skåne ingick i Harjagers härad, med en del före omkring 1890 i Frosta härad. Den uppgick 1952 i Eslövs stad och området är sedan 1971 en del av Eslövs kommun, från 2016 inom Eslövs distrikt.
Socknens areal var 1952 30,17 kvadratkilometer varav 29,69 land, där stadens areal inte ingår. År 1952 fanns här 950 invånare. Ellinge slott samt delar av tätorten Eslöv med kyrkbyn Västra Sallerup och sockenkyrkan Västra Sallerups kyrka ligger i socknen.

## Administrativ historik
Socknen har medeltida ursprung. 
Vid kommunreformen 1862 övergick socknens ansvar för de kyrkliga frågorna till Västra Sallerups församling och för de borgerliga frågorna bildades Västra Sallerups landskommun. År 1875 bröts en del av kommunen ut och bildade Eslövs köping, vilken fortsatte tillhöra Västra Sallerups församling. I den resterande delen av kommunen inrättades 1894 ett municipalsamhälle med namnet Västra Sallerup. 1909 överfördes detta samhälle till Eslövs köping. Landskommunen upplöstes 1952 då huvuddelen uppgick i Eslövs stad och resten 10,52/10,04 kvadratkilometer, överfördes till Remmarlövs socken i Harrie landskommun vilken upplöstes 1969 då denna del uppgick i Eslövs stad. Staden ombildades 1971 till Eslövs kommun. Församlingen namnändrades 1952 till Eslövs församling. Församlingen utökades 1971, 2006 och 2008.
1 januari 2016 inrättades distriktet Eslöv, med samma omfattning som Eslövs församling fick 1971, och vari detta sockenområde ingår
Socknen har tillhört län, fögderier, tingslag och domsagor enligt vad som beskrivs i artikeln Harjagers härad. De indelta soldaterna tillhörde Norra skånska infanteriregementet och Skånska husarregementet.

## Geografi
Västra Sallerups socken ligger väster och öster om Eslöv kring Bråån i söder. Socknen är en småkuperad odlingsbygd med viss skog i öster.
1765 ingick i socknen var Västra Sallerups kyrkby, Eslöv, Ornaberga, Nöbbelöv, Stora och Lilla Kastberga, Stavröd och Ellinge. Ellinge gods eller sätesgård var den enda större egendomen (Ellinge slott). Större gårdar var Damstorp och Stora Vålaröd.
- Västra Sallerups by var en typisk radby, med sina kringbyggda gårdar på ömse sidor om bygatan. Från åtminstone år 1500 bestod byn av 10 gårdar av olika storlek. Vid enskiftet år 1808 hade flera av dessa gårdar delats upp, så att byn totalt hade 16 gårdar och en prästgård.
- Eslövs by bestod i början av 1600-talet av 15 gårdar och var en av de större i området. Den var en vinkelby med gårdarna vid två gator i en vinkel. Hela byn förstördes år 1644 av svenskarna under Gustav Horn.[källa behövs] Vid enskiftet år 1820 bestod byn av 16 gårdar och fyra torp.
- Ornaberga by utgjordes av två stora gårdar, som länge ägdes av Ellinge gods.
- Nöbbelövs by. Namnet är en förvanskning av Nyböle (den nya gården). Byn bestod från tidigt 1600-tal av 12 gårdar, vilket vid enskiftet år 1818 hade ökat till 15 gårdar.
- Ellinge by och Damstorps by. Elinge by var beläget på den norra sidan av Bråån, medan Damstorp låg på den södra. Damstorps by bestod år 1600 av 6 gårdar och hade även en mölla vid ån. Ellinge by utgjordes av 15 gårdar.
- Stora Kastberga by bestod av 6 gårdar i början av 1600-talet, ägda av Ellinge och andra gods. Under tidens lopp delades gårdarna upp i mindre delar och under 1800-talet fanns 32 mindre gårdar på byns marker.
- Lilla Kastberga by bestod under 1600-talet av två gårdar, vilka under 1800-talet slogs samman med några gårdar från Stora Kastberga och bildade Kastberga gård. Den tillhörde då Ellinge gods. Ett tiotal mindre gårdar bildades också under 1800-talet. Kastberga slott uppfördes år 1898.
- Stavröds by utgjordes av två gårdar, tillhörande Ellinge gods. Under 1800-talet fanns här även ett tegelbruk.
- Stora Vålaröd utgjordes 1624 av en stor gård med två brukare, vilket senare blev två gårdar. Under 1800-talet slogs Stora Vålaröd samman med Lilla Vålaröd i Borlunda socken och bildade Djurgården.

## Fornlämningar
En boplats från stenåldern är funnen. Från bronsåldern finns gravhögar.

## Namnet
Namnet skrevs 1201 Saxulstorp och kommer från kyrkbyn. Namnet innehåller mansnamnet Saxel/Saxulf och torp, 'nybygge'.